# Contrôle d'accès à base de règles
RSBAC  (Rule Set Based Access Control) est un ensemble de sécurité pour Linux dont la fonction est d'offrir un contrôle supplémentaire d'accès aux ressources. Il peut utiliser plusieurs modèles de sécurité différents, tels ACL, MAC, RC, etc.
Il est utilisé par exemple dans le cas où il est utile de restreindre l'accès à certaines ressources au seul utilisateur root (qui a normalement accès à toutes les ressources).
L'AEF, dans le cadre de la fonction d'appel de système, appelle l'ADF, qui utilise l'ACI et les règles pour rendre une décision et un ensemble de nouvelles valeurs d'attribut de l'ACI. La décision est alors appliquée par l'AEF, qui fixe également les nouvelles valeurs d'attribut et, en cas d'accès autorisé, fournit l'accès à l'objet au sujet.